# ダルド級駆逐艦 (セコンダ)
ダルド級駆逐艦　第二グループ（Cacciatorpediniere Classe Dardo Seconda Serie）は、イタリア王立海軍の駆逐艦。4隻が建造された。フォルゴーレ級駆逐艦（Classe Folgore）とも呼ばれる。
ダルド級駆逐艦の後期型であり、原型となった第一グループから、2目標への射撃を可能にし、全長を縮小して高速化を図ったが、後者は安定性の悪化と航続距離の減少を招く結果に終わった。後に防空能力を強化するため、対空火器は20mm機関砲8門に変更され、さらに1940年には37mm機関砲4門が増設されている。
第二次世界大戦においては、第8駆逐艦戦隊を編成。カラブリア沖海戦には全艦揃って参加したが、輸送作戦及び阻止作戦で消耗し、1943年4月にチュニジアのボン岬沖で空襲により撃沈されたランポを最後に、全ての艦が失われた。

## 同型艦
- バレノ（Baleno）
- フォルゴーレ（Folgore）
- フルミーネ（Fulmine）
- ランポ（Lampo）